# 素食漢堡
素食漢堡，製作這種漢堡的肉餅并非用肉製成，原材料是一種人造肉，通常由大豆等非肉類模仿肉的口感。
麥當勞等餐廳在印度已經推出了素食漢堡。